# Lyon
Lyon este un oraș în Franța situat la confluența fluviului Rhône cu râul Saône, la 460 km spre sud-est de Paris și la 314 km spre nord de Marsilia. Este capitala departamentului Rhône și a regiunii Auvergne-Ron-Alpi. Este al treilea oraș ca mărime din Franța.

## Geografie
Geografia Lyonului este marcată de confluența Ronului (Rhône) și Sonei (Saône) în partea sudică a centrului istoric, formând un fel de peninsulă sau „presqu'île”; două mari coline, una la vest și una la nord față de centrul istoric al orașului și o câmpie plană la est de malul Rhonului.
La vest este colina Fourvière, unde este ridicată catedrala Notre-Dame de Fourvière, palatul episcopal, turnul metalic (un turn TV ce imită ultimul tronson al Turnului Eiffel și un funicular).
La nord se află colina Croix-Rousse, fieful tradițional al atelierelor și magazinelor de mătase, o industrie pentru care orașul este faimos.
Orașul medieval (Vieux Lyon) a fost construit pe malul vestic al râului Saône la poalele colinei  Fourvière, la vest de peninsulă.
Pe mica peninsulă (presqu'ile) între Ron și Sona se află a treia piață publică din Franța, și una din cele mai mari din Europa: Place Bellecour. De fapt este cea mai mare piață publică liberă de obstacole (cum ar fi copaci, porțiuni de gazon etc) din Europa. Spre nord se poate merge pe strada pietonală Rue de la République iar spre sud pe strada pietonală Victor Hugo.
La est de Rhône se află orașul modern unde locuiește majoritatea populației. În această zonă se află centrul urban Part-Dieu care cuprinde fostul Tour Part-Dieu (singurul zgârie-nori din centrul Franței), centrul comercial Part-Dieu și principala gară: Lyon Part-Dieu.

## Istorie
Istoria Lyonului, începe în perioada romanilor în primul secol înainte de Hristos. Romanii au întemeiat așezarea numită Lugdunum (cetatea luminoasă după unii, iar după alții cetatea lui Lug). Timp de trei secole așezarea a servit ca centru al celor trei Galii, din punct de vedere politic, economic, militar și religios. După o vreme Lyonul cunoaște o perioadă decandentă, biserica fiind cea care i-a oferit ocazia de a renaște începând cu secolul al XI-lea, ca Primat al Galilor. Prosperitatea sa nu a încetat să se amplifice atingând apogeul în timpul Renașterii. De la finele secolului al XV-lea, apar marile târguri, apar bănci locale care îi atrag pe comercianții din întreaga Europă. Apoi elita intelectuală și artistică se instalează la Lyon.
Din secolele al XVII-lea și al XVIII-lea, mătasea lyoneză începe să se facă cunoscută peste tot în lume. Urbea se extinde și se dotează cu spitale, piețe noi și clădiri durabile. Revoluția Franceză din 1789 încetinește dezvoltarea orașului, dar apariția mai târziu a Imperiului Francez înseamnă un nou suflu în dezvoltarea orașului. În timpul celui de al doilea război mondial, Lyonul devine capitala Rezistenței Franceze în fața ocupației germane. Apoi orașul a căpătat un nou aspect odată cu crearea Europei Unite. Infrastructura urbană este una dintre cele mai dezvoltate din Europa.

## Renumele orașului
Orașul conservă un important patrimoniu cultural, de la vestigii din epoca romană până la construcții din secolul XX.
Partea cea mai valoroasă a orașului, și anume cartierul Vieux Lyon, colina  Fourvière, colina Croix-Rousse, cu o suprafață de 500 hectare, face parte din Patrimoniul Cultural al Umanității al UNESCO, din 1998. 
Câteva nume poartă renumele orașului în toată lumea:
- Antoine de Saint-Exupéry, autorul „Micului Prinț”
- Frații Lumiere – inventatorii cinematografului
- Rabelais – autorul lui Gargantua și Pantagruel
- Urbea medievală „Vieux-Lyon” și bijuteriile sale arhitecturale (Hotel Bullioud, Paterin, Gadagne, Galeria Philibert Delorme, Turnul Rozelor...),

insolitele „traboules” – pasaje secrete din timpul Rezistenței
- Catedrala de pe Colina Fourviere
- Catedrala St. Jean

## Administrație
Lyonul este împărțit în 9 arondismente. Împreună cu suburbiile sale formează o colectivitate teritorială, Metropole de Lyon, cu statut similar unui departament.

## Demografie
| 1793    | 1800   | 1806    | 1821    | 1831    | 1836    | 1841    | 1846    | 1851    |
| ------- | ------ | ------- | ------- | ------- | ------- | ------- | ------- | ------- |
| 102 167 | 88 919 | 102 041 | 131 258 | 149 733 | 150 814 | 155 939 | 177 976 | 177 190 |

| 1856    | 1861    | 1866    | 1872    | 1876    | 1881    | 1886    | 1891    | 1896    |
| ------- | ------- | ------- | ------- | ------- | ------- | ------- | ------- | ------- |
| 292 721 | 318 803 | 323 954 | 323 417 | 342 815 | 376 613 | 401 930 | 438 077 | 466 028 |

| 1901    | 1906    | 1911    | 1921    | 1926    | 1931    | 1936    | 1946    | 1954    |
| ------- | ------- | ------- | ------- | ------- | ------- | ------- | ------- | ------- |
| 459 099 | 472 114 | 523 796 | 561 592 | 570 840 | 579 763 | 570 622 | 460 748 | 471 270 |

| 1962                                                          | 1968    | 1975    | 1982    | 1990    | 1999    | 2009    | - | - |
| ------------------------------------------------------------- | ------- | ------- | ------- | ------- | ------- | ------- | - | - |
| 528 535                                                       | 527 800 | 456 716 | 413 095 | 415 487 | 445 452 | 479 803 | - | - |
| Număr reținut începănd cu 1962: Populaţia fără numărări duble |         |         |         |         |         |         |   |   |

## Educație și cultură
Lyonul candidează la obținerea titlului de Capitală Europeană a Culturii, pentru anul 2013.

### Universități și școli superioare
În Lyon funcționează 4 instituții de învățământ superior, având în total 120 000 studenți.
La inițiativa Ministerului francez al învățământului superior și cercetării, în 2006 a fost înființat un Institut de Studii Avansate (Institut d’Études Avancées - IEA) dedicat cercetării în științele umane și sociale: Collegium de Lyon.

### Arte
- Cinema : inventarea cinematografiei de către frații Lumière în 1895.
- Teatru : personajele de marionete Guignol și Gnafron au fost inventate la Lyon de către Laurent Mourguet.
- Casa Dansului și Bienala Dansului.
- Les Subsistances: vechi depozite militare care găzduiesc acum un laborator de creație artistică consacrat noilor limbaje ale spectacolului și Școala Națională de Arte Frumoase din Lyon.
- La Friche : vechi depozite ale Uzinelor Renault, convertite în spații artistice.

### Cultura populară
Data de 8 decembrie e marcată de sărbătoarea luminilor (sau iluminații).
Acestea se țin în onoarea Sfintei Fecioare. Lyonezii pun în ferestre lampioane aprinse pe care Sfânta Fecioară  „le poate vedea din Cer”.
Tot atunci se joacă „le pot” și „boule lyonnaise”.

### Limba și accentul lyonez
Franceza tradițională din zona Lyonului nu este cea literară, ci un dialect numit „francoprovensal”.

### Gastronomia
Lyonul este cunoscut drept capitală a gastronomiei.
Sunt vestite: 'la rosette et le jésus', 'le cervelas', 'le tablier de sapeur', 'les quenelles', 'le Coussin de Lyon'  și 'Sarment du Beaujolais' (produs de cofetărie).

### Festivaluri și evenimente
- 8 decembrie : „Imaculata Concepțiune”, „Sărbătoarea luminii” sau „La fête de la Lumière”.
- Festivalul „Nopțile Colinei Fourvière” sau „Les Nuits de Fourvière”.
- Festivalul „Nopți Sonore” sau „Nuits sonores”.
- Bienala de artă contemporană a Lyonului.
- Bienala dansului.
- Festivalul de salsa.

### Radiouri și televiziuni
Din Lyon emit 16 posturi de radio FM și 5 posturi de televiziune, printre care și vestitul EuroNews.

### Presa scrisă
Există 5 cotidiene lyoneze precum și numeroase săptămânale, ghiduri pentru timpul liber, publicații ocazionale.

### Sport
Articol principal: Sport în Lyon⁠(fr)[traduceți]

## Transporturi

### Infrastructura rutieră
Infrastructura rutieră este extrem de bine dezvoltată. 
Există o șosea de centură de tip autostradă, denumită 'bulevardul periferic'.
O altă autostradă leagă nordul de sudul orașului.
Rețeaua extraurbană de autostrăzi leagă Lyonul de : Chambéry și Grenoble la sud-est (A43 / A41), Genèva și Bourg-en-Bresse la nord-est(A42 / A40), Marsilia la sud (A7), Saint-Etienne la sud-vest (A47) și Paris la nord (A6).

### Transportul aerian
Transportul aerian este deservit de aeroportul Lyon-Saint-Exupéry (inaugurat în 1976), situat la 20 km spre est. În 2006 pe aici au tranzitat  6 752 333 pasageri.  
De mai mică importanță este aeroportul Lyon-Bron.

### Transportul feroviar
Linii feroviare de mare viteză leagă Lyonul de nordul și de sudul Franței prin intermediul trenurilor TGV.Lyonul are două gări principale: gara Lyon-Part-Dieu, construită special pentru TGV-uri și care a devenit principala poartă feroviară pentru destinațiile mai îndepărtate, și gara Lyon-Perrache, o gară mai veche dar modernizată din temelii, care deservește mai ales transportul regional. Numeroase trenuri, incluzând TGV-urile, sunt deservite de ambele gări. 
Există și câteva gări mai mici: Gorge de Loup, Vaise, Venissieux și Saint-Paul.
Aeroportul Lyon Saint-Exupéry are propria sa gară.

### Transportul local

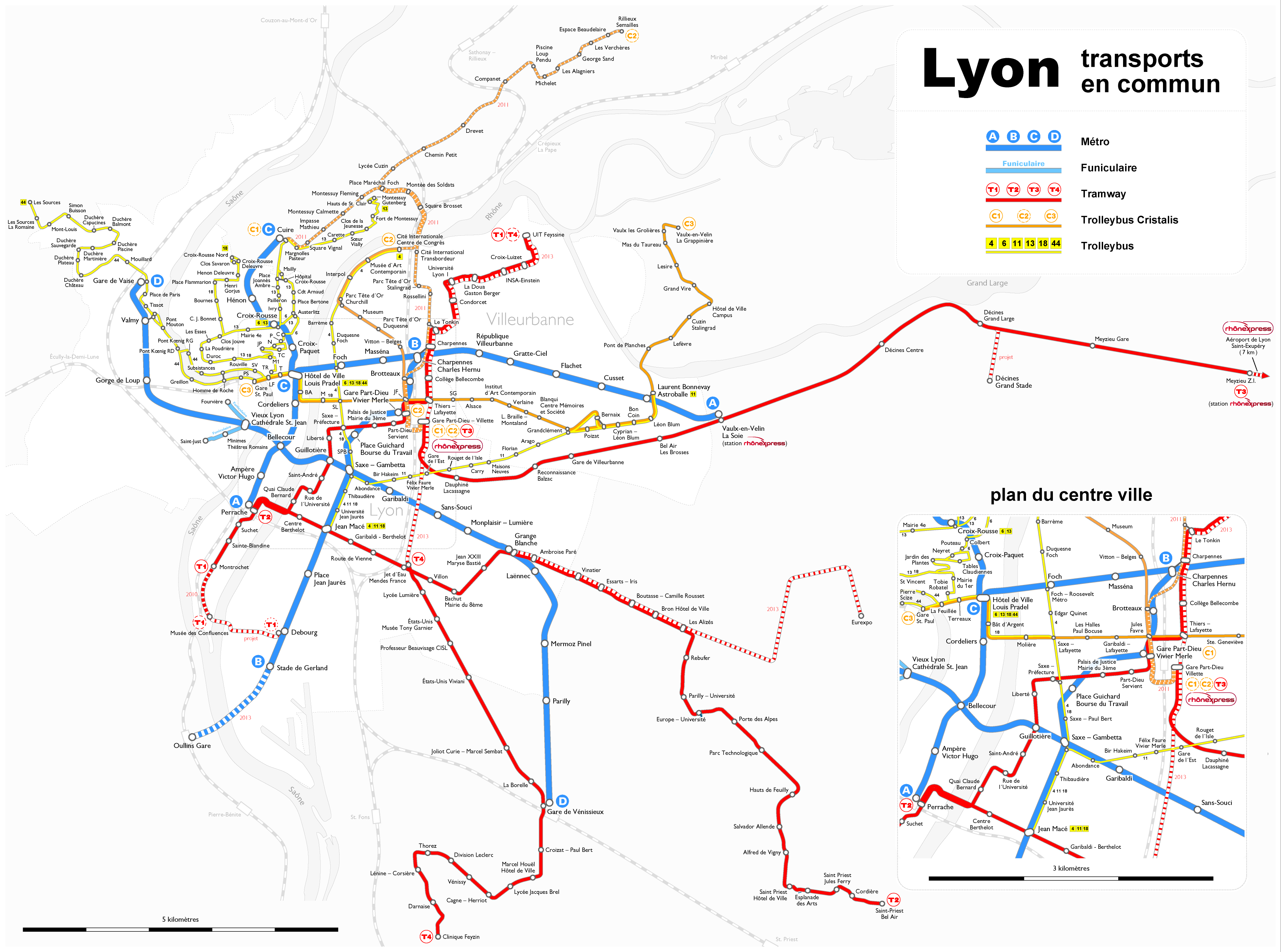

Rețeaua de transport în comun din Lyon este foarte dezvoltată, situându-se pe locul 2 în Franța, după cea pariziană. Zilnic sunt transportați în jur de 1,6 milioane călători, dintre care peste 700 000 doar cu metroul. Rețeaua de transport lyoneză este exploatată de societatea Keolis Lyon, care deține marca TCL ('Transports en commun lyonnais'). Este compusă din patru linii de metrou, două funiculare, trei linii de tramvai, șapte linii de troleibuz și 115 linii de autobuze și autocare.
Biletele pot fi utilizate pe orice mijloc de transport urban și se procură de la automate. Un bilet costă 1,50 euro și poate fi folosit o oră de la prima compostare iar un carnet de 10 călătorii costă 12,50 euro. Abonamentele sunt însă cele mai avantajoase.
Tot TCL mai deține și circa o sută de linii de microbuze școlare.
Din luna mai 2005, municipalitatea, în parteneriat cu o firma privată, a pus în funcțiune 'VELO'V' o vastă rețea de stații de biciclete, care se pot închiria contra unei sume modice, printr-un sistem de autoservire. Sunt disponibile peste 4500 de biciclete. Sistemul se bucură de un mare succes, existând peste 30 000 de utilizatori zilnic.

## Economia
Lyonul posedă aproape toate ramurile industriale fiind un oraș foarte dezvoltat din punct de vedere economic. O bună reputație internațională există în următoarele domenii: industria mecanică, industria textilă, chimia și farmacia, sănătatea.

## Parcuri, natură și împrejurimi

### Parcuri și grădini
Lyonul dispune de foarte mult spațiu verde.
Cele mai importante parcuri și grădini publice sunt:
- Parcul Tête d'Or.
- Parcul Parilly.
- Malurile Rhônului.
- Grădina Rosa Mir.
- Grădinile Fourvière.
- Parcul înălțimilor.
- Parcul Gerland.

### Podgorii
- Beaujolais : începe la 20 km nord, în jurul localității Villefranche.
- Coteaux du Lyonnais : la periferia sud-vestică a zonei urbane
- Côtes du Rhône : situată între Lyon și Vienne.

### Zone protejate
Zona luncii Rhonului, unde trăiesc numeroși castori

## Organizații internaționale
- Sediul Interpol.
- Sediul Euronews.
- Sediul I.A.R.C.-Agenția Internațională de Cercetări asupra Cancerului (organism al O.M.S. ).
- Biroul pentru pregătirea răspunsului la epidemii (organism al O.M.S. ).

## Personalități legate de orașul Lyon
Articol principal: Listă de personalități din Lyon

### Personalități ecleziastice
- Irineu de Lyon, episcop și martir. Părinte al Bisericii.

### Artiști și scriitori
- François Rabelais (circa 1493 - 1553), scriitor.
- Louise Labé (între 1520 și 1525-1566), poetă;
- Claude Arnulphy (1697 - 1786), pictor;
- Anthelme Trimolet (1798 - 1866), pictor;
- François-Auguste Biard (1799 - 1882), pictor;
- Pierre Puvis de Chavannes (1824 - 1898), pictor simbolist;
- Tony Garnier (1869 - 1948), arhitect și urbanist;
- Albert André (1869 - 1954), pictor;
- Louis Bouquet (1885 – 1952), ilustrator;
- Antoine de Saint-Exupéry (1900 - 1944), scriitor și aviator.

### Oameni de știință și inventatori
- André-Marie Ampère (1775-1836), fizician și matematician.
- frații Lumière : Auguste Lumière (1862-1954) și Louis Lumière (1864-1948), inventatorii cinematografiei.
- Alexis Carrel (1873-1944), laureat al Premiului Nobel pentru medicină în 1912.
- Victor Grignard (1871-1935), laureat al Premiului Nobel pentru chimie în 1912.
- Victor Loret (1859-1946), egiptolog.

### Oameni politici
- Claudius (10 a.C - 54 AD), împărat roman.
- Caracalla (188-217), împărat roman.
- Raymond Barre (1924-2007), primar al Lyonului (1995-2001), prim ministru al Franței (29 august 1976 - 13 mai 1981).

### Sportivi
Articol principal: Listă de sportivi din Lyon